# Mac OS X 10.4
Mac OS X 10.4 (nazwa kodowa Tiger) – system operacyjny firmy Apple Inc. zaprezentowany 29 kwietnia 2005 roku dla komputerów Macintosh, jako następca systemu Mac OS X 10.3. Mac OS X 10.4 był najdłużej eksploatowanym systemem OS X. Wśród nowości w systemie znalazły się takie aplikacje jak Dashboard, nowa wersja Safari oraz obsługa architektury 64-bitowej.
Tiger został dołączony do wszystkich nowych Macintoshy, a także był dostępny jako uaktualnienie do starszych wersji Mac OS X oraz dla użytkowników klasycznego systemu Mac OS. Tiger jest również pierwszą wersją Mac OS X współpracującą z procesorami firmy Intel.
W czerwcu 2007 Steve Jobs ogłosił, że z OS X korzysta 22 mln użytkowników, z czego 67% używa Tigera.

## Historia
Mac OS X 10.4 Tiger został zapowiedziany przez Steve’a Jobsa na konferencji Worldwide Developers Conference 28 czerwca 2004. W grudniu 2004 kilka nieoficjalnych buildów wyciekło do internetu. 12 kwietnia 2005 Apple zapowiedziało, że Tiger zostanie wydany 29 kwietnia.
6 czerwca 2005 na konferencji Worldwide Developers Conference Steve Jobs ogłosił, że w ciągu sześciu tygodni sprzedanych zostało ponad 2 miliony egzemplarzy, co uczyniło z Tigera najbardziej udaną wersją OS X w historii. W czerwcu 2005 Apple ogłosiło plany wydania pierwszych Macintoshy z procesorami Intel. Jako pierwsze były to: nowy komputer przenośny MacBook Pro i iMac z procesorem Intel Core Duo. Później premiery komputerów Mac Pro (następcy komputerów serii Power Mac) i nowego Xserve 8 sierpnia 2006. Przejście komputerów na procesory firmy Intel zakończyło się w 2006 roku.
Tiger jest pierwszą wersją Mac OS X sprzedawaną w wersji DVD zamiast CD, choć początkowo można było wymienić wersję DVD na CD za opłatą 9,95 dolarów.

### Wydania
- 29 kwietnia 2005 – Mac OS X 10.4.0 (build 8A428)
- 16 maja 2005 – Mac OS X 10.4.1 (build 8B15)
- 12 lipca 2005 – Mac OS X 10.4.2 (build 8C46)
- 12 października 2005 – Mac OS X 10.4.2 (build 8E102)
- 19 października 2005 – Mac OS X 10.4.2 (build 8E45)
- 19 października 2005 – Mac OS X 10.4.2 (build 8E90)
- 31 października 2005 – Mac OS X 10.4.3 (build 8F46)
- 10 stycznia 2006 – Mac OS X 10.4.4 (build 8G32 dla PowerPC, 8G1165 dla Intela)
- 14 lutego 2006 – Mac OS X 10.4.5 (build 8H14 dla PowerPC, 8G1454 dla Intela)
- 3 kwietnia 2006 – Mac OS X 10.4.6 (build 8I127 dla PowerPC, 8I1119 dla Intela)
- 27 czerwca 2006 – Mac OS X 10.4.7 (build 8J135 dla PowerPC, 8J2135a dla Intela)
- 7 sierpnia 2006 – Mac OS X 10.4.7 (build 8K1079 dla Maca Pro)
- 7 sierpnia 2006 – Mac OS X 10.4.7 (8N5107 dla Apple TV)
- 29 września 2006 – Mac OS X 10.4.8 (build 8L127 dla PowerPC, 8L2127 dla Intela)
- 13 marca 2007 – Mac OS X 10.4.9 (build 8P135 dla PowerPC, 8P2137 dla Intela)
- 20 czerwca 2007 – Mac OS X 10.4.10 (build 8R218 dla PowerPC, 8R2218 dla Intela)
- 14 listopada 2007 – Mac OS X 10.4.11 (build 8S165 dla PowerPC, 8S2167 dla Intela)

## Nowości
- Automator
- Dashboard
- iChat AV
- Mail 2
- QuickTime 7
- Safari RSS
- Spotlight
- VoiceOver

## Wymagania
Macintosh co najmniej z procesorem PowerPC G3 (zalecany min. 400 MHz) oraz 256MB pamięci RAM (zalecane 512).
Obsługiwane komputery:
- iBook G3
- iBook G4
- Power Macintosh G3
- Power Macintosh G4
- Power Macintosh G5
- PowerBook G3 Pismo
- PowerBook G4
- Mac Pro
- MacBook
- Mac mini
- iMac
- eMac

## Następcy systemu
Bezpośrednim następcą systemu Mac OS X 10.4 jest system Mac OS X 10.5 Leopard, którego premiera odbyła się 26 października 2007.